# Лаура Майстегі
Лаура Майстегі (ісп. Laura Maiztegui, 21 вересня 1978) — аргентинська хокеїстка на траві.
Срібна призерка Олімпійських Ігор 2000 року.
Переможниця Трофею чемпіонів 2001 року, срібна призерка 2002 року.
Переможниця Панамериканського кубка 2001 року.